# Пиндер, Сирил
Сирил Келвин Пиндер (англ. Cyril Calvin Pinder; 13 ноября 1946, Форт-Лодердейл, Флорида — 22 января 2021) — профессиональный американский футболист, раннинбек. Выступал в НФЛ с 1968 по 1973 год. Также играл в командах Всемирной футбольной лиги. На студенческом уровне выступал за команду Иллинойсского университета. На драфте НФЛ 1968 года был выбран во втором раунде.

## Биография
Сирил Пиндер родился 13 ноября 1946 года в Форт-Лодердейле. После окончания старшей школы имени Криспуса Аттакса поступил в Иллинойсский университет. В футбольном турнире NCAA играл в 1965 и 1966 годах, набрав выносом 434 ярда с пятью тачдаунами. В 1966 году с результатом 6,2 секунд выиграл чемпионат конференции Big Ten по бегу на 60 ярдов в помещении. Весной 1967 года был дисквалифицирован за нарушение правил NCAA, когда в результате расследования было обнаружено, что ему ежегодно выплачивалось по 500 долларов. На драфте НФЛ 1968 года выбран «Филадельфией» во втором раунде под общим 39 номером.
В составе «Иглз» выступал в течение трёх сезонов. В 1970 году стал самым результативным бегущим команды, набрав 657 ярдов с двумя тачдаунами. В сентябре 1971 года был обменян в «Чикаго Беарс» на выборы второго и четвёртого раундов драфта (по другим данным, на раннинбека Ронни Булла). За «Чикаго» сыграл 25 матчей в течение двух лет, набрал 611 ярдов и занёс четыре тачдауна. В 1973 году играл в составе «Далласа». Ещё два сезона Пиндер провёл в командах Всемирной футбольной лиги «Чикаго Файр» и «Чикаго Уиндс».
После завершения карьеры проживал в Иллинойсе. В течение десяти лет работал инвестиционным банкиром, затем был сотрудником отдела продаж чикагских телеканалов, входивших в корпорацию ABC.
Сирил Пиндер скончался 22 января 2021 года в возрасте 74 лет.

### Статистика выступлений в НФЛ
| Сезон | Команда          | Игры | Приём | Приём | Приём | Приём | Вынос | Вынос | Вынос | Вынос |
| Сезон | Команда          | Игры | Rec   | Yds   | Y/A   | TD    | Att   | Yds   | Y/A   | TD    |
| ----- | ---------------- | ---- | ----- | ----- | ----- | ----- | ----- | ----- | ----- | ----- |
| 1968  | Филадельфия Иглз | 14   | 16    | 166   | 10,4  | 0     | 40    | 117   | 2,9   | 0     |
| 1969  | Филадельфия Иглз | 14   | 12    | 77    | 6,4   | 0     | 60    | 309   | 5,2   | 1     |
| 1970  | Филадельфия Иглз | 14   | 28    | 249   | 8,9   | 0     | 166   | 657   | 4,0   | 2     |
| 1971  | Чикаго Беарс     | 12   | 10    | 51    | 5,1   | 0     | 63    | 311   | 4,9   | 1     |
| 1972  | Чикаго Беарс     | 13   | 1     | 13    | 13,0  | 0     | 87    | 300   | 3,4   | 3     |
| 1973  | Даллас Каубойс   | 5    | 0     | 0     | 0,0   | 0     | 12    | 15    | 1,3   | 0     |
| Всего | Всего            | 72   | 67    | 556   | 8,3   | 0     | 428   | 1709  | 4,0   | 7     |